# Municipio de Rapla
El municipio de Rapla (estonio: Rapla vald) es un municipio estonio perteneciente al condado de Rapla. Su capital es la ciudad de Rapla.

## Localidades (población año 2011)
- Äherdi 21
- Alu 807
- Alu-Metsküla 36
- Aranküla 28
- Atla 81
- Hagudi 311
- Hagudi 95
- Härgla 61
- Helda 51
- Hõreda 29
- Iira 126
- Jalase 48
- Jaluse 23
- Järlepa 184
- Juula 49
- Juuru 509
- Kabala 309
- Kaigepere 37
- Kaiu 434
- Kalda 13
- Kalevi 69
- Karitsa 67
- Kasvandu 54
- Kelba 24
- Keo 67
- Kodila 268
- Kodila-Metsküla 20
- Koigi 37
- Koikse 58
- Kõrgu 17
- Kuimetsa 324
- Kuku 92
- Kuusiku 171
- Kuusiku-Nõmme 29
- Lipa 95
- Lipametsa 23
- Lipstu 19
- Loe 25
- Lõiuse 114
- Lõpemetsa 72
- Mahlamäe 75
- Mahtra 94
- Maidla 113
- Mällu 13
- Metsküla 16
- Mõisaaseme 18
- Nõmme 18
- Nõmmemetsa 34
- Nõmmküla 22
- Oblu 18
- Oela 40
- Ohulepa 19
- Oola 26
- Orguse 52
- Palamulla 30
- Pirgu 156
- Põlliku 30
- Põlma 39
- Purila 150
- Purku 162
- Raela 96
- Raikküla 256
- Raka 63
- Rapla 5,202
- Ridaküla 27
- Röa 39
- Sadala 8
- Seli 43
- Seli-Nurme 11
- Sikeldi 54
- Sulupere 154
- Suurekivi 41
- Tamsi 33
- Tapupere 12
- Tolla 74
- Toomja 44
- Tõrma 21
- Tuti 62
- Ülejõe 81
- Ummaru 51
- Uusküla 372
- Vahakõnnu 40
- Vahastu 66
- Väljataguse 84
- Valli 51
- Valtu 218
- Vana-Kaiu 74
- Vankse 23
- Vaopere 48[1]